# Sisymbrium irio
Sisymbrium irio o matacandil es una planta herbácea de la familia Brassicaceae.
Es una planta herbácea que puede alcanzar el metro de altura con tallos ramificados desde la base. Las flores de color amarillo pálido y la corola con múltiples segmentos agrupadas en inflorescencias agrupadas en un delgado y verde pedúnculo que se torna púrpura rojizo. Las hojas superiores lineales y las basales anchas, pinnadas o lanceoladas. El fruto es una silicua delgada, verde y cilíndrica.
Popularmente es conocida como quemón, matacandil o tafete. 

## Descripción
Es una planta anual de 10-50 cm, a menudo ramificada desde su mitad inferior, glabra o con pelos simples. Sus hojas son pinnatipartidas o pinnatisectas, de lobuladas a runcinadas, las caulinares con frecuencia hastadas. Sus pedicelos son filiformes y pelosos, 2-5 veces más largos que los sépalos y más estrechos que los frutos. Presenta flores amarillas, sobrepasadas por los frutos jóvenes, con sépalos erecto-patentes. Inflorescencia en racimos corimbosos, con más de 30 flores, sin hojas. Frutos en silícua atenuada en sus dos extremos, valvas estrechas (menos de 2 mm), con 3 nervios, erecto-patentes.
- Forma biológica: terófito.
- Fenología: invierno-primavera (verano)
- Germinación: primavera; floración: II-VII.
- Ecología: bordes de camino, terrenos removidos.
- Cultivos: cultivos de regadío (hortícolas).
- Distribución: plurirregional; península ibérica: casi todo el territorio; Navarra: por todo el territorio, más rara en la vertiente cantábrica.[2]

## Usos
La semilla de Sisymbrium irio es usada para hacer una bebida dulce iraní para purificar el hígado. Se la conoce por Khakshir.
Shuvaran es el nombre  azeri de Sisymbrium irio. En Azerbaiyán sus semillas también se usan para hacer una bebida dulce azerí que purifica el hígado (especialmente agradable en los días de verano).
También se emplea comúnmente como comida para pájaros, por los aficionados a la ornitología y la canaricultura.